# Памятник Джафару Джаббарлы (Баку, площадь Джафара Джаббарлы)
Памятник Джафару Джаббарлы (азерб. Cəfər Cabbarlının heykəli) — памятник видному азербайджанскому поэту и драматургу Джафару Джаббарлы, расположенный на площади Джафара Джаббарлы в столице Азербайджана, городе Баку, неподалёку от входа на станцию метро «28 Мая». Памятник сделан из розового гранита скульптором Мир-Али Мир-Касимовым. Был установлен в 1982 году. Архитектор памятника — Юсиф Кадымов.

## История памятника
Решение об установке памятника драматургу на площади перед Бакинским железнодорожным вокзалом было принято в 1959 году. В этом же году на месте будущего памятника был установлен камень, сообщавший, что здесь будет воздвигнут монумент Джафару Джаббарлы. Был объявлен конкурс на лучший проект, который выиграл Мир-Али Мир-Касимов.
За материалом для постамента Мир-Али Мир-Касимов сам вместе с супругой Гюльтекин ханым ездили на Украину, в Ново-Даниловский карьер. Несмотря на то, что скульптор уже начал работу, распространённое в те годы правления Хрущёва стремление к минимализму и борьба с «излишествами» приостановили эту работу на длительный срок. В конце 70-х о памятнике снова вспомнили, однако дело опять застыло. Вскоре в ситуацию вмешался лично первый секретарь ЦК КП Азербайджана Гейдар Алиев. Он лично контролировал ход работ, оказывал Мир-Касимову помощь и поддержку, а ещё в 1979 году пришел в мастерскую скульптора и ознакомился с эскизами работ, которые понравились Алиеву.
Работая над памятником, Мир-Али Мир-Касимов очень переживал и нервничал, а когда произведение было почти готово, прямо в мастерской у скульптора случился обширный инфаркт. По поручению Алиева, здоровьем художника занимался личный врач первого секретаря.
Вскоре работа, которую Мир-Касимов считал одной из главных в своей жизни, была завершена. Открывал памятник 23 марта 1982 года сам Гeйдap Aлиeв, выступив также на церемонии с речью. Этот памятник считается одной из самых известных работ скульптора.
В этом же году в соответствии с указом Верховного Совета Азербайджанской ССР от 1 декабря Мир-Касимову было присуждено звание Народного художника Азербайджанской ССР.
Общая высота памятника — 5,5 м, а масса гранита, из которого он сделан — 280 тонн.
В 2013 году памятник подвергся реставрации, в результате которой на памятнике были выгравированы имя и фамилия Джафара Джаббарлы, а также годы его рождения и смерти и имя и фамилия скульптура Мир-Али Мир-Касимова.